# Macreupoca spectralis
Macreupoca spectralis là một loài bướm đêm trong họ Crambidae.